# Nowoaleksandrowka (rejon borisowski)
Nowoaleksandrowka (ros. Новоалександровка) – wieś w Rosji, w obwodzie biełgorodzkim, w rejonie borisowskim. W 2010 liczyła 155 mieszkańców.